# Animal Kingdom (serie de televisión)
Animal Kingdom es una serie de televisión estadounidense desarrollada por Jonathan Lisco, inspirada en la película del mismo nombre escrita y dirigida por David Michôd. La serie sigue a un chico de 17 años que después de la muerte de su madre se muda con los Codys, un clan de familia criminal gobernada por la matriarca Smurf. Ellen Barkin retrata el papel de Joanine "Smurf" Cody, interpretado por Jacki Weaver en la película del 2010. La serie está protagonizada por Ellen Barkin, Scott Speedman, Shawn Hatosy, Ben Robson, Jake Weary y Finn Cole y fue estrenada el 14 de junio de 2016 en TNT. El 6 de julio de 2016, la serie fue renovada para una segunda temporada de 13 episodios, que se estrenó el 30 de mayo de 2017. El 27 de julio de 2017, la serie fue renovada para una tercera temporada, que se estrenó el 29 de mayo de 2018. El 2 de julio de 2018, la serie fue renovada para una cuarta temporada, que se estrenó el 28 de mayo de 2019. El 24 de julio de 2019, la serie fue renovada para una quinta temporada, que se estrenó el 11 de julio de 2021.
En enero de 2021, TNT renovó la serie para una sexta y última temporada, que se estrenó el 19 de junio de 2022 y finalizó el 28 de agosto de 2022.

## Sinopsis
Animal Kingdom sigue los pasos de Joshua “J” Cody (Finn Cole), un joven de 17 años quien se muda a la casa de su abuela y sus tíos en el Sur de California tras la muerte de su madre por sobredosis. Mientras convive allí comienza a adentrarse en el estilo de vida criminal que lleva su casi desconocida familia.

## Elenco y personajes

### Principales
| Actor/Actriz    | Personaje             | Temporadas | Temporadas | Temporadas | Temporadas | Temporadas | Temporadas |
| Actor/Actriz    | Personaje             | 1          | 2          | 3          | 4          | 5          | 6          |
| --------------- | --------------------- | ---------- | ---------- | ---------- | ---------- | ---------- | ---------- |
| Ellen Barkin    | Janine "Smurf" Cody   | Principal  | Principal  | Principal  | Principal  |            |            |
| Leila George    | Janine "Smurf" Cody   |            |            |            | Recurrente | Principal  | Principal  |
| Scott Speedman  | Barry "Baz" Blackwell | Principal  | Principal  | Invitado   |            |            | Invitado   |
| Shawn Hatosy    | Andrew "Pope" Cody    | Principal  | Principal  | Principal  | Principal  | Principal  | Principal  |
| Ben Robson      | Craig Cody            | Principal  | Principal  | Principal  | Principal  | Principal  | Principal  |
| Jake Weary      | Deran Cody            | Principal  | Principal  | Principal  | Principal  | Principal  | Principal  |
| Finn Cole       | Joshua "J" Cody       | Principal  | Principal  | Principal  | Principal  | Principal  | Principal  |
| Daniella Alonso | Catherine Blackwell   | Principal  |            |            |            |            |            |
| Molly Gordon    | Nicky Belmont         | Principal  | Principal  | Principal  |            |            |            |
| Carolina Guerra | Lucy                  | Recurrente | Principal  | Principal  |            |            |            |
| Sohvi Rodriguez | Mia Trujillo          |            |            | Recurrente | Principal  |            |            |
| Jack Conley     | Jake Dunmore          | Invitado   | Recurrente |            | Invitado   |            |            |
| Jon Beavers     | Jake Dunmore          |            |            |            | Recurrente | Principal  |            |
| Rigo Sanchez    | Manny                 |            |            |            | Recurrente | Principal  |            |

- Ellen Barkin como Janine «Smurf» Cody, la jefa del clan familiar y la que toma las decisiones. Es la abuela de Lena, hija de Baz, y de J, con quien no tuvo relación hasta que su madre murió por sobredosis.[9][10]
  - Leila George interpreta a la versión joven de Smurf durante los flashbacks.
- Scott Speedman como Barry «Baz» Blackwell, el hijo de Smurf a quien adoptó cuando era adolescente, se desempeña como su mano derecha y es el que aparenta ser el másresponsable, sensato y controlado del grupo.Sin embargo es un manipulador.Tuvo una relación con su hermanastra Julia, la madre de J, antes de que él naciera. Muere asesinado por Mia al inicio de la tercera temporada. Más tarde, Smurf le confirma a J que Baz era su padre.[9][10]
- Shawn Hatosy como Andrew «Pope» Cody, el hijo mayor de Smurf, un hombre solitario, misterioso, muy violento y mentalmente inestable tras su paso por la cárcel.Sin embargo,es muy inteligente y se muestra cariñoso con su sobrina Lena.[9][11]
- Ben Robson como Craig Cody, el hijo del medio de Smurf, con predilección por aquellas actividades que impliquen riesgo aunque en algunas ocasiones le hacen perder mucho o todo su dinero.[12]
- Jake Weary como Deran Cody, el hijo menor de Smurf, es gay aunque en un principio le cuesta aceptarlo, finalmente lo hace.Poco a poco demuestra ser muy responsable.[9][13]
- Finn Cole como Joshua «J» Cody, es el nieto de Smurf, que debe mudarse con ella y sus tíos luego de que su madre Julia (la hermana gemela de Pope) muriera por sobredosis.[9][13]
- Daniella Alonso como Catherine Blackwell, esposa de Baz y madre de Lena, la hija de ambos. Al final de la primera temporada es asesinada por Pope bajo las órdenes de Smurf.[14]
- Molly Gordon como Nicky Belmont, novia de J que se muda con él a la casa de los Cody y busca adentrarse en el negocio familiar. En la tercera temporada, cuando se cura después de haberse disparado accidentalmente en la pierna, rompe con J y vuelve con su familia.[15]
- Carolina Guerra como Lucy, novia de Baz y, en parte, responsable de la muerte de este. Es asesinada por Mia en la tercera temporada.
- Sohvi Rodriguez como Mia Trujillo, una chica joven y dura, miembro de una violenta pandilla. Durante la tercera temporada, se acerca a la familia Cody y se involucra románticamente con J. En la cuarta temporada, es asesinada a tiros por J después de decirle que mató a Baz y que le robó a la familia de éste.

### Elenco recurrente
- Christina Ochoa como Renn Randall
- Dichen Lachman como Frankie
- Spencer Treat Clark como Adrián Dolan
- Emily Deschanel como Angela
- Laura San Giacomo como Morgan Wilson
- Karina Logue como Gia
- Denis Leary como Billy
- Gil Birmingham como el detective Pearce
- Reynaldo Gallegos como Pete Trujillo
- Ellen Wroe como Alexa
- Aamya Deva Keroles como Lena Blackwell

## Episodios
| Temporada | Temporada | Episodios | Episodios | Emisión original    | Emisión original     |
| Temporada | Temporada | Episodios | Episodios | Primera emisión     | Última emisión       |
| --------- | --------- | --------- | --------- | ------------------- | -------------------- |
|           | 1         | 10        | 10        | 14 de junio de 2016 | 9 de agosto de 2016  |
|           | 2         | 13        | 13        | 30 de mayo de 2017  | 29 de agosto de 2017 |
|           | 3         | 13        | 13        | 29 de mayo de 2018  | 21 de agosto de 2018 |
|           | 4         | 13        | 13        | 28 de mayo de 2019  | 20 de agosto de 2019 |
|           | 5         | 13        | 13        | 11 de julio de 2021 | 3 de octubre de 2021 |
|           | 6         | 13        | 13        | 19 de junio de 2022 | 28 de agosto de 2022 |

## Desarrollo

### Producción
El 13 de mayo de 2015, TNT ordenó la realización de un episodio piloto basado en la película de 2010 Animal Kingdom, con John Wells como productor ejecutivo y Jonathan Lisco como guionista del mismo.
El 10 de diciembre de 2015, la cadena eligió el piloto para desarrollar una serie.
El 24 de marzo de 2016, TNT fijó la fecha de estreno de la serie para el 7 de junio de 2016, sin embargo, el 11 de mayo anunció que la fecha de estreno sería el 14 de junio con un especial de dos horas.
El 16 de marzo de 2020, la producción de la quinta temporada se suspendió "hasta nuevo aviso" debido a la pandemia mundial del covid-19. La producción de la quinta temporada se reanudó el 7 de septiembre de 2020. El rodaje de la temporada concluyó el 11 de diciembre de 2020. 
El 14 de enero de 2021, antes del estreno de la quinta temporada, TNT renovó la serie para una sexta y última temporada. La producción de la temporada comenzó el 6 de marzo de 2021.

### Casting
El 29 de julio de 2015 se dio a conocer que Ellen Barkin y Scott Speedman fueron elegidos para interpretar a Smurf Cody y Baz Blackwell, respectivamente. El 4 de agosto se informó que Finn Cole fue contratado para dar vida a J Cody y Jake Weary como Deran, el menor de los hijos de Smurf. El 14 de agosto, Shawn Hatosy fue anunciado como el intérprete de  Pope, el mayor de los Cody. Seis días después se dio a conocer que Ben Robson fue elegido para interpretar a Craig, el hijo de en medio de Cody. El 24 de agosto se dio a conocer que Daniella Alonso fue contratada para dar vida a Catherine, la novia de Baz y un día después, Molly Gordon fue anunciada como la intérprete de Nicky, la novia de J.
El 25 de abril de 2016, Nicki Micheaux y Dorian Missick se unen al elenco recurrente en los papeles de la detective Sandra Yates (Micheaux), y el oficial Patrick (Missick), respectivamente.
En diciembre de 2016, se anuncia que se unen como recurrentes en la segunda temporada, Alex Meraz como Javi Cano y Jennifer Landon como Amy.
El 12 de enero de 2017, Tembi Locke se une a la segunda temporada, en el papel recurrente de Monica.
En febrero de 2018, se informó que se unen a la tercera temporada para aparecer de forma recurrente Sohvi Rodriguez como Mia Trujillo, Damon Williams como Clark Lincoln y Denis Leary como Billy.

## Recepción
La primera temporada de Animal Kingdom recibió reseñas positivas. En Rotten Tomatoes, tiene un índice de aprobación de 74% basado en 31 reseñas, y el consenso dice, "Reforzado por la destreza interpretativa de  Ellen Barkin, Animal Kingdom es un drama familiar retorcido y oscuro, aunque a veces previsible." En Metacritic, tiene un puntaje de 65 sobre 100, basado en 27 reseñas, indicando "críticas generalmente favorables".

### Ratings
| Temporada | Hora            | Episodios | Emitido por primera vez | Emitido por primera vez | Emitido por última vez | Emitido por última vez  | Avg. espectadores (millones) |
| Temporada | Hora            | Episodios | Fecha                   | Espectadores (millones) | Fecha                  | Espectadores (millones) | Avg. espectadores (millones) |
| --------- | --------------- | --------- | ----------------------- | ----------------------- | ---------------------- | ----------------------- | ---------------------------- |
| 1         | Martes 9:00 pm  | 10        | Jun 14, 2016            | 1.31                    | Ago 9, 2016            | 1.51                    | 1.27                         |
| 2         | Martes 9:00 pm  | 13        | 30 de mayo de 2017      | 1.19                    | Ago 29, 2017           | 1.41                    | 1.17                         |
| 3         | Martes 9:00 pm  | 13        | 29 de mayo de 2018      | 1.61                    | Ago 21, 2018           | 1.37                    | 1.31                         |
| 4         | Martes 9:00 pm  | 13        | 28 de mayo de 2019      | 1.35                    | Ago 20, 2019           | 1.39                    | 1.21                         |
| 5         | Domingo 9:00 pm | 13        | Jul 11, 2021            | TBD                     | TBA                    | TBD                     | TBD                          |